# A1 133
A1 133 es un cultivar de higuera de tipo higo común Ficus carica autofértil, unífera es decir con una sola cosecha por temporada los higos de verano-otoño, de higos con epidermis con color de fondo verde claro gris y sobre color manchas irregulares de color marrón claro grisáceo, presentando numerosas grietas longitudinales. Se localiza en la colección del National Californian Germplasm Repository - Davis en California.

## Sinonimia
- „DFIC# 164“ [5][6]

## Historia
La higuera madre fue localizada un poco más arriba de la playa en la isla de Frans Joesph en Albania. Hábitat: zona pantanosa. Latitud: 41° 50' 53" N (41.848), Longitud: 019° 22' 45" Este (19.379) (coordenadas GPS) Elevación: 1 metro).
Esta variedad 'A1 133', en realidad son 10 plántulas diferentes de la misma higuera, recolectadas en Albania. 'A1 133' es el "nombre" del grupo para estas 10 plántulas, que se conocen como DFIC0164-1 a -10. El número 2 aparentemente se ha perdido.
Esta variedad de higuera está cultivada en el NCGR, Davis (National Californian Germplasm Repository - Davis) con el número 'DFIC 164' desde el 30 de septiembre de 1996, en que ingresó en el repositorio como un donativo del recolector Edward J. Garvey, National Germplasm Res Lab., USDA-ARS, Bldg 003, Rm 409 10300 Baltimore Ave, Beltsville, MD 20705-2350.

## Características
La higuera 'A1 133' es un árbol de tamaño grande, con un porte esparcido, muy vigoroso, muy fértil en la cosecha de higos, hojas mayoritarias de 7 lóbulos con los lóbulos n.º 2, 3, 4 y 5 grandes con una gran indentación y los lóbulos 1 y 7 pequeños como espolones, también tienen hojas de 5 lóbulos con poca hendidura. Es una variedad unífera de tipo higo común, de producción abundante de higos insípidos.
Los higos son de tipo medio de unos 30 gramos, de forma esferoidal, con cuello muy corto; pedúnculo corto y grueso de color verde; su epidermis con color de fondo verde claro gris y sobre color manchas irregulares de color marrón claro grisáceo, presentando numerosas grietas longitudinales. La carne (mesocarpio) de tamaño pequeño siendo mayor en la zona del cuello y de color blanco; ostiolo de tamaño mediano; cavidad interna ausente con aquenios pequeños y numerosos: pulpa jugosa de color rojo claro, con un sabor aguazoso.

## El cultivo de la higuera
Los higos 'A1 133' tiende a madurar bien en climas más fríos, cuando otras variedades no; son aptos para la siembra con protección en USDA Hardiness Zones 7 a más cálida, su USDA Hardiness Zones óptima es de la 8 a la 10. Producirá mucha fruta durante la temporada de crecimiento. El fruto de este cultivar es de tamaño mediano, jugoso e insípido.